# Alternanthera praelonga
Alternanthera praelonga é uma árvore nativa do brasileira, mas não é endêmica do Brasil.  É uma espécie que ocorre  no Brasil na zona costeira e restinga, com predominância desde costa leste da região Sul até o estado do Rio de Janeiro.
Está na lista de espécies ameaçadas do Rio Grande do Sul, na categoria em perigo/criticamente em perigo, porém em uma análise de ampla ocorrência, seu estado de conservação é considerado pouco preocupante.